# قائمة إصدارات الطوابع في العراق (1991-2000)
هذه قائمة بإصدارات الطوابع في العراق للفترة 1991-2000:

## إصدارات 1991
لم يصدر أي إصدار هذا العام.

## إصدارات 1992
إصدار دعم الشعب الفلسطيني، أصدر عام 1992 طابع واحد متعدد الألوان يحمل صورة قبة الصخرة مكتوب عليه (لرعاية أسر شهداء ومجاهدي فلسطين) مع إعادة توشيح. الطابع في الأصل هو إصدار إصدار قبة الصخرة لسنة 1977.
| # | تاريخ الإصدار        | الوصف | الصورة | القيمة     | كمية الإصدار |
| - | -------------------- | --- | ------ | ---------- | ------------ |
| 1 | 23 تشرين الثاني 1992 | طابع ملون تظهر فيه صورة قبة الصخرة وفي الأعلى كلمة "فلسطين" يمينا بينما "الجمهورية العراقية" إلى أعلى اليسار وفي الأسفل عبارة "لرعاية أسر شهداء ومجاهدي فلسطين"، في الأصل قيمته 5 فلوس لكنه وشح بقيمة "1 دينار". |        | دينار واحد |              |

## إصدارات 1993
بلغ عدد إصدارات سنة 1993 خمسة إصدارات وقد ضمت 11 طابعا.

### إصدارات التوفير المدرسي
أصدرت ثلاثة طوابع تختص بالتوفير المدرسي، بضمنها طابعين يشبهان إصدارات التوفير المدرسي لعام 1989 في القيمة والتصميم:
| # | تاريخ الإصدار | الوصف | الصورة | القيمة   | كمية الإصدار |
| - | ------------- | --- | ------ | -------- | ------------ |
| 1 | 1 نيسان 1993  | طابع بخلفية بيضاء تظهر في وسطها صورة أربعة من الأطفال وصور عملات نقدية عراقية وقاصة وصورة مدخنتي مصانع، ولا توجد على الطابع كلمة "بريد".                      |        | 100 فلسا |              |
| 2 | 1 نيسان 1993  | طابع بخلفية زرقاء تظهر في وسطها صورة أربعة من الأطفال وصور عملات نقدية عراقية وقاصة وصورة مدخنتي مصانع، ولا توجد على الطابع كلمة "بريد".                      |        | 150 فلسا |              |
| 3 | 1 نيسان 1993  | طابع بخلفية صفراء تظهر في وسطها صورة أربعة من الأطفال وصور عملات نقدية عراقية وقاصة وصورة مدخنتي مصانع، وهذا الطابع الوحيد ضمن مجموعته يحتوي على كلمة "بريد". |        | 250 فلسا |              |

### إصدار الرئيس صدام حسين الموشح
وشح طابع يحمل صورة الرئيس صدام حسين صادر عام 1986 ضمن إصدارات الرئيس صدام حسين
| # | تاريخ الإصدار | الوصف | الصورة | القيمة     | كمية الإصدار |
| - | ------------- | --- | ------ | ---------- | ------------ |
| 4 | 1 نيسان 1993  | طابع بإطار أزرق، تظهر فيه صورة صدام حسين بخلفية بنية. الطابع في الأصل قيمته 100 فلس لكنه وشح بالقيمة الجديدة "1 دينار". |        | دينار واحد |              |

### إصدار الزهور الموشح
وشح طابع يحمل صورة زهور صادر عام 1989 ضمن إصدارات الزهور:
| # | تاريخ الإصدار | الوصف | الصورة | القيمة    | كمية الإصدار |
| - | ------------- | --- | ------ | --------- | ------------ |
| 5 | 1 آب 1993     | طابع ملون يحمل صورة أزهار البنفسج (Viola sp.) بألوان مختلفة، منها الأصفر والبنفسجي والأبيض والأحمر. قيمة الطابع في الأصل 25 فلسا لكنه وشح بالقيمة الجديدة "عشرة دنانير". |        | 10 دنانير |              |

### إصدارات إعادة الإعمار
أصدرت أربعة طوابع لمناسبة إعادة إعمار العراق الذي تلا حرب الخليج الثانية:
| # | تاريخ الإصدار | الوصف | الصورة | القيمة     | كمية الإصدار |
| - | ------------- | --- | ------ | ---------- | ------------ |
| 6 | 22 أيلول 1993 | طابع ملون بخلفية حمراء توجد عليه عبارة "إعادة الإعمار" مع صورتين إحداهما لصحن استقبال فضائي دمرته الحرب والأخرى صورة صحن استقبال فضائي سليم.          |        | 250 فلسا   |              |
| 7 | 22 أيلول 1993 | طابع ملون بخلفية زرقاء توجد عليه عبارة "إعادة الإعمار" مع صورتين إحداهما لمحولة كهرباء تدمرت أثناء الحرب والأخرى صورة سد بعد إعادة إعماره.            |        | 500 فلس    |              |
| 8 | 22 أيلول 1993 | طابع ملون بخلفية صفراء توجد عليه عبارة "إعادة الإعمار" مع صورتين إحداهما لمحولة كهرباء تدمرت أثناء الحرب والأخرى صورة محولة كهرباء بعد إعادة تأهيلها. |        | 750 فلسا   |              |
| 9 | 22 أيلول 1993 | طابع ملون بخلفية بيضاء مع خطوط زرقاء توجد عليه عبارة "إعادة الإعمار" مع صورتين إحداهما لمصنع دمرته الحرب والأخرى صورة المصنع بعد إعادة إعماره.        |        | دينار واحد |              |

### إصدارات سفينة ابن خلدون
أصدر طابعان لمناسبة الذكرى الثالثة لرحلة سفينة السلام ابن خلدون. وسفينة ابن خلدون صنعت في الدنمارك، استعملت في الأصل لأغراض تدريب الطلبة خريجي الأكاديمية البحرية العراقية وسميت بسفينة التحدي. جابت سفينة ابن خلدون البحار ودول العالم كسرا للحصار المفروض على العراق حتى سيطرت عليها السفن الامريكية قرب سلطنة عمان وأنزلت الطائرات الأمريكية عليها قوات مشاة البحرية الأمريكية الطائرات ومنعتها من حمل مواد غذائية وأدوية، وقد كانت تحمل نساء عربيات. قصفت السفينة مرتان في سنة 1991 وفي سنة 2003، وما تزال السفينة راسية في ميناء المعقل.
| #  | تاريخ الإصدار       | الوصف | الصورة | القيمة   | كمية الإصدار |
| -- | ------------------- | --- | ------ | -------- | ------------ |
| 10 | 26 كانون الأول 1993 | طابع ملون تظهر فيه سفينة مبحرة مكتوب عليها "سفينة السلام ابن خلدون" وفوقها ثلاث حمامات، ونصوص الطابع مكتوبة بلون أحمر. |        | ديناران  |              |
| 11 | 26 كانون الأول 1993 | طابع ملون تظهر فيه سفينة مبحرة مكتوب عليها "سفينة السلام ابن خلدون" وفوقها ثلاث حمامات، ونصوص الطابع مكتوبة بلون أحمر. |        | 5 دنانير |              |

## إصدارات 1994
بلغ عدد إصدارات سنة 1994 أربعة إصدارات وعدد الطوابع الصادرة غير مؤكد بسبب اختلافات في توشيح الإصدارات.

### إصدار قبة الصخرة الموشح
وشحت عام 1994 طوابع قبة الصخرة التي أصدرت في الأصل ضمن إصدار إصدار قبة الصخرة لسنة 1977، وهذه الطوابع مكتوب عليها (لرعاية أسر شهداء ومجاهدي فلسطين) مع إعادة توشيح بقيم مختلفة.
| #  | تاريخ الإصدار | الوصف | التوشيح      | الصورة | القيمة       | كمية الإصدار |
| -- | ------------- | --- | ------------ | ------ | ------------ | ------------ |
| 1  | 5 شباط 1994   | طابع ملون تظهر فيه صورة قبة الصخرة وفي الأعلى كلمة "فلسطين" يمينا بينما "الجمهورية العراقية" إلى أعلى اليسار وفي الأسفل عبارة "لرعاية أسر شهداء ومجاهدي فلسطين"، في الأصل قيمته 5 فلوس. | 500 فلس      |        | 500 فلس      |              |
| 2  | 5 شباط 1994   | طابع ملون تظهر فيه صورة قبة الصخرة وفي الأعلى كلمة "فلسطين" يمينا بينما "الجمهورية العراقية" إلى أعلى اليسار وفي الأسفل عبارة "لرعاية أسر شهداء ومجاهدي فلسطين"، في الأصل قيمته 5 فلوس. | 1 دينار      |        | دينار واحد   |              |
| 3  | 5 شباط 1994   | طابع ملون تظهر فيه صورة قبة الصخرة وفي الأعلى كلمة "فلسطين" يمينا بينما "الجمهورية العراقية" إلى أعلى اليسار وفي الأسفل عبارة "لرعاية أسر شهداء ومجاهدي فلسطين"، في الأصل قيمته 5 فلوس. | دينار واحد   |        | دينار واحد   |              |
| 4  | 5 شباط 1994   | طابع ملون تظهر فيه صورة قبة الصخرة وفي الأعلى كلمة "فلسطين" يمينا بينما "الجمهورية العراقية" إلى أعلى اليسار وفي الأسفل عبارة "لرعاية أسر شهداء ومجاهدي فلسطين"، في الأصل قيمته 5 فلوس. | ديناران      |        | ديناران      |              |
| 5  | 5 شباط 1994   | طابع ملون تظهر فيه صورة قبة الصخرة وفي الأعلى كلمة "فلسطين" يمينا بينما "الجمهورية العراقية" إلى أعلى اليسار وفي الأسفل عبارة "لرعاية أسر شهداء ومجاهدي فلسطين"، في الأصل قيمته 5 فلوس. | ديناران      |        | دينارين      |              |
| 6  | 5 شباط 1994   | طابع ملون تظهر فيه صورة قبة الصخرة وفي الأعلى كلمة "فلسطين" يمينا بينما "الجمهورية العراقية" إلى أعلى اليسار وفي الأسفل عبارة "لرعاية أسر شهداء ومجاهدي فلسطين"، في الأصل قيمته 5 فلوس. | 3 دينار      |        | ثلاثة دنانير |              |
| 7  | 5 شباط 1994   | طابع ملون تظهر فيه صورة قبة الصخرة وفي الأعلى كلمة "فلسطين" يمينا بينما "الجمهورية العراقية" إلى أعلى اليسار وفي الأسفل عبارة "لرعاية أسر شهداء ومجاهدي فلسطين"، في الأصل قيمته 5 فلوس. | ثلاثة دنانير |        | ثلاثة دنانير |              |
| 8  | 5 شباط 1994   | طابع ملون تظهر فيه صورة قبة الصخرة وفي الأعلى كلمة "فلسطين" يمينا بينما "الجمهورية العراقية" إلى أعلى اليسار وفي الأسفل عبارة "لرعاية أسر شهداء ومجاهدي فلسطين"، في الأصل قيمته 5 فلوس. | 5 دينار      |        | 5 دنانير     |              |
| 9  | 5 شباط 1994   | طابع ملون تظهر فيه صورة قبة الصخرة وفي الأعلى كلمة "فلسطين" يمينا بينما "الجمهورية العراقية" إلى أعلى اليسار وفي الأسفل عبارة "لرعاية أسر شهداء ومجاهدي فلسطين"، في الأصل قيمته 5 فلوس. | خمسة دنانير  |        | 5 دنانير     |              |
| 10 | 5 شباط 1994   | طابع ملون تظهر فيه صورة قبة الصخرة وفي الأعلى كلمة "فلسطين" يمينا بينما "الجمهورية العراقية" إلى أعلى اليسار وفي الأسفل عبارة "لرعاية أسر شهداء ومجاهدي فلسطين"، في الأصل قيمته 5 فلوس. | عشرة دنانير  |        | 10 دنانير    |              |
| 9  | 5 شباط 1994   | طابع ملون تظهر فيه صورة قبة الصخرة وفي الأعلى كلمة "فلسطين" يمينا بينما "الجمهورية العراقية" إلى أعلى اليسار وفي الأسفل عبارة "لرعاية أسر شهداء ومجاهدي فلسطين"، في الأصل قيمته 5 فلوس. | 25 دينار     |        | 25 دينارا    |              |
| 9  | 5 شباط 1994   | طابع ملون تظهر فيه صورة قبة الصخرة وفي الأعلى كلمة "فلسطين" يمينا بينما "الجمهورية العراقية" إلى أعلى اليسار وفي الأسفل عبارة "لرعاية أسر شهداء ومجاهدي فلسطين"، في الأصل قيمته 5 فلوس. | 50 دينار     |        | 50 دينارا    |              |

قد لا تكون هذه القائمة مكتملة بسبب الاختلافات في طريقة التوشيح.

### إصدار ميلاد الرئيس صدام حسين
وشح طابع يحمل صورة الرئيس صدام حسين صادر عام 1986 ضمن إصدارات الرئيس صدام حسين:
| #  | تاريخ الإصدار | الوصف | الصورة | القيمة   | كمية الإصدار |
| -- | ------------- | --- | ------ | -------- | ------------ |
| 10 | 28 نيسان 1994 | طابع بإطار بني برتقالي، تظهر فيه صورة صدام حسين بخلفية صفراء. الطابع في الأصل قيمته 350 فلسا لكنه وشح بالقيمة الجديدة "5 دينار"، مع توشيح "ميلاد القائد 28 \ 4 \ 94"، ويوجد أكثر من إصدار تختلف في طريقة تشويه القيمة القديمة. |        | 5 دنانير |              |

### إصدارات جسر القائد ذي الطابقين
أصدر طابعان لمناسبة إنجاز جسر القائد ذي الطابقين:
| #  | تاريخ الإصدار | الوصف | الصورة | القيمة     | كمية الإصدار |
| -- | ------------- | --- | ------ | ---------- | ------------ |
| 11 | 17 تموز 1994  | طابع بإطار وردي، تظهر فيه صورة صدام حسين وجسر صدام ذي الطابقين وصورة قيد مكسور ولافتة مكسورة مكتوب عليها "الحصار التقني" مع صورة أياد تحمل أدوات عمل، وفي الأسفل عبارة "جسر القائد ذو الطابقين"، وقيمة الطابع مكتوبة بخط أسود. |        | دينار واحد |              |
| 12 | 17 تموز 1994  | طابع بإطار أزرق، تظهر فيه صورة صدام حسين وجسر صدام ذي الطابقين وصورة قيد مكسور ولافتة مكسورة مكتوب عليها "الحصار التقني" مع صورة أياد تحمل أدوات عمل، وفي الأسفل عبارة "جسر القائد ذو الطابقين"، وقيمة الطابع مكتوبة بخط وردي. |        | 3 دنانير   |              |

### إصدار عيد النصر
وشح طابع يحمل صورة الرئيس صدام حسين صادر عام 1986 ضمن إصدارات الرئيس صدام حسين:
| #  | تاريخ الإصدار | الوصف | الصورة | القيمة   | كمية الإصدار |
| -- | ------------- | --- | ------ | -------- | ------------ |
| 13 | 8 آب 1994     | طابع بإطار بني برتقالي، تظهر فيه صورة صدام حسين بخلفية صفراء. الطابع في الأصل قيمته 350 فلسا لكنه وشح بالقيمة الجديدة "5 دينار"، مع توشيح "عيد النصر 8 \ 8 \ 994"، ويوجد أكثر من إصدار تختلف في طريقة تشويه القيمة القديمة. |        | 5 دنانير |              |

## إصدارات 1995
بلغ عدد إصدارات سنة 1995 ثمانية إصدارات وقد ضمت 18 طابعا.

### إصدارات منظمة السياحة العالمية
وشحت طوابع أصدرت عام 1989 ضمن إصدارات لوحة المرأة التي تظهر عليه لوحة الفنان نزار سليم، حيث تظهر فيها صورة رجل يرتقي النخلة ويجني التمر بينما تحمل مرأتان التمر واحدة فوق رأسها والأخرى بين يديها. وقد وشحت بعبارة "ذكرى تأسيس منظمة السياحة العالمية 2 \ 1 \ 1995" باللغة العربية وفي مجموعة باللغة الإنجليزية.
| # | تاريخ الإصدار       | الوصف | الصورة | القيمة   | كمية الإصدار |
| - | ------------------- | --- | ------ | -------- | ------------ |
| 1 | 2 كانون الثاني 1995 | طابع بإطار بنفسجي تتوسطه لوحة الفنان نزار سليم، في الأصل قيمته 150 فلسا لكنه وشح بالقيمة الجديدة "5 دينار" مع مناسبة الإصدار باللغة العربية "ذكرى تأسيس منظمة السياحة العالمية 2 \ 1 \ 1995". |        | 5 دنانير |              |
| 2 | 2 كانون الثاني 1995 | طابع بإطار بنفسجي تتوسطه لوحة الفنان نزار سليم، في الأصل قيمته 150 فلسا لكنه وشح بالقيمة الجديدة "5 دينار" مع مناسبة الإصدار باللغة الإنجليزية.                                               |        | 5 دنانير |              |

### إصدار ساعة بغداد
أصدر طابع واحد يحمل صورة ساعة بغداد والتي أنشئت سنة 1994:
| # | تاريخ الإصدار | الوصف                                    | الصورة | القيمة   | كمية الإصدار |
| - | ------------- | ---------------------------------------- | ------ | -------- | ------------ |
| 3 | 28 شباط 1995  | طابع بلون أزرق تظهر فيه صورة ساعة بفداد. |        | 7 دنانير |              |

كما أصدرت بطاقة تذكارية:
| # | تاريخ الإصدار | الوصف                                                                 | الصورة | القيمة    | كمية الإصدار |
| - | ------------- | --------------------------------------------------------------------- | ------ | --------- | ------------ |
| - | 28 شباط 1995  | بطاقة تذكارية ملونة تظهر فيها صورة ساعة بفداد، وهي مؤرخة بتاريخ 1994. |        | 25 دينارا |              |

### إصدارات برج صدام
أصدر طابعان يحملان صورة برج صدام (سابقا، حاليا برج بغداد) والذي افتتح سنة 1994:
| # | تاريخ الإصدار | الوصف                                                                 | الصورة | القيمة   | كمية الإصدار |
| - | ------------- | --------------------------------------------------------------------- | ------ | -------- | ------------ |
| 4 | 12 آذار 1995  | طابع تظهر فيه صورة برج صدام (برج بغداد حاليا)، مع كتابة بلون برتقالي. |        | ديناران  |              |
| 5 | 12 آذار 1995  | طابع تظهر فيه صورة برج صدام (برج بغداد حاليا)، مع كتابة بلون أزرق.    |        | 5 دنانير |              |

### إصدارات ميلاد الرئيس صدام حسين
أصدرت بطاقتان تذكاريتان لمناسبة ذكرى ميلاد الرئيس صدام حسين:
| # | تاريخ الإصدار | الوصف | الصورة | القيمة    | كمية الإصدار |
| - | ------------- | --- | ------ | --------- | ------------ |
| - | 28 نيسان 1995 | بطاقة تذكارية ملونة، تظهر فيها صورة طفلة تقبل الرئيس صدام حسين مع صورة علم العراق يلتف على شكل قلب حب، مع عبارة "28 نيسان" وعبارة "ذكرى ميلاد السيد الرئيس القائد صدام حسين 1995".                       |        | 25 دينارا |              |
| - | 28 نيسان 1995 | بطاقة تذكارية بخلفية برتقالية محمرة، تظهر فيها صورةالرئيس صدام حسين جالسا على كرسي وبجانبه علم العراق وصورة ورود مع عبارة "28 نيسان 1937 - 1995" وعبارة "ذكرى ميلاد السيد الرئيس القائد صدام حسين 1995". |        | 25 دينارا |              |

### إصدارات نهر صدام
أصدر طابعان يحتفيان بمشروع نهر صدام أو المصب العام:
| # | تاريخ الإصدار | الوصف | الصورة | القيمة   | كمية الإصدار |
| - | ------------- | --- | ------ | -------- | ------------ |
| 6 | 17 تموز 1995  | طابع بألوان أصفر زيتوني وأزرق وأبيض، تظهر فيه صورة فلاحة وخريطة للأنهار في وسط وجنوب العراق تظهر نهري دجلة والفرات ونهر صدام. |        | 4 دنانير |              |
| 7 | 17 تموز 1995  | طابع بألوان أحمر قرمزي وأزرق وأبيض، تظهر فيه صورة فلاحة وخريطة للأنهار في وسط وجنوب العراق تظهر نهري دجلة والفرات ونهر صدام.  |        | 4 دنانير |              |

كما أصدرت بطاقتان تذكاريتان:
| # | تاريخ الإصدار | الوصف | الصورة | القيمة    | كمية الإصدار |
| - | ------------- | --- | ------ | --------- | ------------ |
| - | 17 تموز 1995  | بطاقة تذكارية ملونة، تظهر فيه صورة فلاحة وخريطة للأنهار في وسط وجنوب العراق تظهر نهري دجلة والفرات ونهر صدام، معبارة "نهر صدام النهر الثالث"، وتمتاز البطاقة بأن قيمتها مكتوبة بلون أحمر. |        | 25 دينارا |              |
| - | 17 تموز 1995  | بطاقة تذكارية ملونة، تظهر فيه صورة فلاحة وخريطة للأنهار في وسط وجنوب العراق تظهر نهري دجلة والفرات ونهر صدام، معبارة "نهر صدام النهر الثالث"، وتمتاز البطاقة بأن قيمتها مكتوبة بلون أسود. |        | 25 دينارا |              |

### إصدار جريمة الحصار
أصدر طابع واحد يختص بموضوع الحصار الاقتصادي المفروض على العراق:
| # | تاريخ الإصدار | الوصف | الصورة | القيمة    | كمية الإصدار |
| - | ------------- | --- | ------ | --------- | ------------ |
| 8 | 6 آب 1995     | طابع بألوان أزرق ووردي، تظهر فيه صورة مرأة تحضن طفلها ومسلة حمورابي وخريطة العراق محاطين بأسلاك شائكة، مع عبارة جريمة الحصار. |        | 10 دنانير |              |

كما أصدرت بطاقة تذكارية:
| # | تاريخ الإصدار | الوصف | الصورة | القيمة    | كمية الإصدار |
| - | ------------- | --- | ------ | --------- | ------------ |
| - | 6 آب 1995     | طابع بألوان بإطار برتقالي وخلفية زرقاء داكنة، تظهر فيه صورة مرأة تحضن طفلها ومسلة حمورابي وخريطة العراق بلون أزرق فاتح محاطين بأسلاك شائكة، مع عبارة جريمة الحصار. |        | 25 دينارا |              |

### إصدارات طوابع صدام حسين الموشحة
وشحت طوابع تحمل صورة الرئيس صدام حسين صادرة عام 1986 ضمن إصدارات الرئيس صدام حسين:
| #  | تاريخ الإصدار      | الوصف | الصورة | القيمة     | كمية الإصدار |
| -- | ------------------ | --- | ------ | ---------- | ------------ |
| 9  | 1 تشرين الأول 1995 | طابع بإطار بني برتقالي، تظهر فيه صورة صدام حسين بخلفية صفراء. الطابع في الأصل قيمته 350 فلسا لكنه وشح بالقيمة الجديدة "25 دينار".   |        | 25 دينارا  |              |
| 10 | 1 تشرين الأول 1995 | طابع بإطار بني برتقالي، تظهر فيه صورة صدام حسين بخلفية صفراء. الطابع في الأصل قيمته 350 فلسا لكنه وشح بالقيمة الجديدة "250 دينار".  |        | 250 دينارا |              |
| 11 | 1 تشرين الأول 1995 | طابع بإطار بني برتقالي، تظهر فيه صورة صدام حسين بخلفية صفراء. الطابع في الأصل قيمته 350 فلسا لكنه وشح بالقيمة الجديدة "350 دينار".  |        | 350 دينارا |              |
| 12 | 1 تشرين الأول 1995 | طابع بإطار بني برتقالي، تظهر فيه صورة صدام حسين بخلفية صفراء. الطابع في الأصل قيمته 350 فلسا لكنه وشح بالقيمة الجديدة "1000 دينار". |        | 1000 دينار |              |

### إصدارات طوابع التوفير المدرسي الموشحة
وشح طابع يختص بالتوفير المدرسي بقيم متعددة، في الأصل هو ضمن إصدارات التوفير المدرسي لعام 1993:
| #  | تاريخ الإصدار      | الوصف | الصورة | القيمة     | كمية الإصدار |
| -- | ------------------ | --- | ------ | ---------- | ------------ |
| 13 | 1 تشرين الأول 1995 | طابع بخلفية صفراء تظهر في وسطها صورة أربعة من الأطفال وصور عملات نقدية عراقية وقاصة وصورة مدخنتي مصانع. وشح الطابع بعبارة "خمسون دينار".          |        | 50 دينارا  |              |
| 14 | 1 تشرين الأول 1995 | طابع بخلفية صفراء تظهر في وسطها صورة أربعة من الأطفال وصور عملات نقدية عراقية وقاصة وصورة مدخنتي مصانع. وشح الطابع بعبارة "خمسمائة دينار".        |        | 500 دينار  |              |
| 15 | 1 تشرين الأول 1995 | طابع بخلفية صفراء تظهر في وسطها صورة أربعة من الأطفال وصور عملات نقدية عراقية وقاصة وصورة مدخنتي مصانع. وشح الطابع بعبارة "ألفان وخمسمائة دينار". |        | 2500 دينار |              |
| 16 | 1 تشرين الأول 1995 | طابع بخلفية صفراء تظهر في وسطها صورة أربعة من الأطفال وصور عملات نقدية عراقية وقاصة وصورة مدخنتي مصانع. وشح الطابع بعبارة "خمسة آلاف دينار".      |        | 5000 دينار |              |

### إصدارات يوم الاستفتاء
وشح طابع يحمل صورة الرئيس صدام حسين صادر عام 1986 ضمن إصدارات الرئيس صدام حسين بمناسبة الاستفتاء الرئاسي العراقي في 15 تشرين الأول 1995:
| #  | تاريخ الإصدار       | الوصف | الصورة | القيمة    | كمية الإصدار |
| -- | ------------------- | --- | ------ | --------- | ------------ |
| 17 | 15 تشرين الأول 1995 | طابع بإطار بني برتقالي، تظهر فيه صورة صدام حسين بخلفية صفراء. الطابع في الأصل قيمته 350 فلسا لكنه وشح بالقيمة الجديدة "5 دينار"، مع توشيح "يوم الاستفتاء 15 \ 10 \ 1995 25 دينار"، مع تشويه القيمة القديمة.                  |        | 25 دينارا |              |
| 18 | 15 تشرين الأول 1995 | طابع بإطار بني برتقالي، تظهر فيه صورة صدام حسين بخلفية صفراء. الطابع في الأصل قيمته 350 فلسا لكنه وشح بالقيمة الجديدة "5 دينار"، مع توشيح باللغة الإنجليزية: "Referendum 15 \ 10 \ 1995 25 Dinars"، مع تشويه القيمة القديمة. |        | 25 دينارا |              |

## إصدارات 1996
بلغ عدد إصدارات سنة 1996 أحد عشر إصدارا وقد ضمت 24 طابعا.

### توشيح إصدار قبة الصخرة
أعيد توشيح طابع موشح عام 1994، الطابع متعدد الألوان يحمل صورة قبة الصخرة مكتوب عليه (لرعاية أسر شهداء ومجاهدي فلسطين). الطابع في الأصل هو إصدار إصدار قبة الصخرة لسنة 1977.
| # | تاريخ الإصدار | الوصف | الصورة | القيمة    | كمية الإصدار |
| - | ------------- | --- | ------ | --------- | ------------ |
| 1 | 1 شباط 1996   | طابع ملون تظهر فيه صورة قبة الصخرة وفي الأعلى كلمة "فلسطين" يمينا بينما "الجمهورية العراقية" إلى أعلى اليسار وفي الأسفل عبارة "لرعاية أسر شهداء ومجاهدي فلسطين"، في الأصل قيمته 5 فلوس لكنه وشح بقيمة "10 دينار" عام 1994 ثم أعيد توشيحه بقيمة "25 دينار" مع تشويه التوشيح السابق. |        | 25 دينارا |              |

### توشيح طوابع التوفير المدرسي
وشحت ثلاثة طوابع من إصدارات التوفير المدرسي لعام 1989 وإصدارات 1993 بتفيير القيمة:
| # | تاريخ الإصدار | الوصف | الصورة | القيمة    | كمية الإصدار |
| - | ------------- | --- | ------ | --------- | ------------ |
| 2 | 1 شباط 1996   | طابع بخلفية بيضاء تظهر في وسطها صورة أربعة من الأطفال وصور عملات نقدية عراقية وقاصة وصورة مدخنتي مصانع، وهذا الطابع الوحيد ضمن مجموعته يحتوي على كلمة "بريد"، القيمة السابقة 100 فلس لكنه وشح بقيمة "25 دينار". |        | 25 دينارا |              |
| 3 | 1 شباط 1996   | طابع بخلفية زرقاء تظهر في وسطها صورة أربعة من الأطفال وصور عملات نقدية عراقية وقاصة وصورة مدخنتي مصانع، ولا توجد على الطابع كلمة "بريد"، القيمة السابقة 150 فلسا لكنه وشح بقيمة "25 دينار".                     |        | 25 دينارا |              |
| 4 | 1 شباط 1996   | طابع بخلفية بيضاء وإطار أزرق تظهر في وسطها صورة أربعة من الأطفال وصور عملات نقدية عراقية وقاصة وصورة مدخنتي مصانع، ولا توجد على الطابع كلمة "بريد"، القيمة السابقة 50 فلسا لكنه وشح بقيمة "50 دينار".           |        | 50 دينارا |              |

### توشيح طابع البنايات
وشح طابع رسمي من طوابع إصدارات البنايات لعام 1983 بقيمة جديدة:
| # | تاريخ الإصدار | الوصف                                                                                                  | الصورة | القيمة    | كمية الإصدار |
| - | ------------- | --- | ------ | --------- | ------------ |
| 3 | 1 شباط 1996   | طابع بإطار بني تظهر فيه صور مبان بلونين أصفر وأسود، قيمته السابقة 70 فلسا لكنه وشح بقيمة "مائة دينار". |        | 100 دينار |              |

### بطاقة تذكارية
أصدرت بطاقة تذكارية واحدة لتخليد شهداء المعركة:
| # | تاريخ الإصدار | الوصف                                                                                     | الصورة | القيمة    | كمية الإصدار |
| - | ------------- | ----------------------------------------------------------------------------------------- | ------ | --------- | ------------ |
| - | 13 شباط 1996  | بطاقة تذكارية ملونة فيها علم العراق وصور حمامات مع عبارة "ذكرى شهداء أم المعارك الخالدة". |        | 100 دينار |              |

### توشيح طابع لوحة النساء
وشحت طوابع أصدرت عام 1989 ضمن إصدارات لوحة المرأة التي تظهر عليه لوحة الفنان نزار سليم، حيث تظهر فيها صورة رجل يرتقي النخلة ويجني التمر بينما تحمل مرأتان التمر واحدة فوق رأسها والأخرى بين يديها.
| # | تاريخ الإصدار | الوصف | الصورة | القيمة    | كمية الإصدار |
| - | ------------- | --- | ------ | --------- | ------------ |
| 4 | 15 شباط 1996  | طابع بإطار بنفسجي تتوسطه لوحة الفنان نزار سليم، في الأصل قيمته 150 فلسا لكنه وشح بالقيمة الجديدة "100 دينار". |        | 100 دينار |              |

### توشيح طوابع التوفير المدرسي (إصدار ثاني)
وشحت ثلاثة طوابع من إصدارات التوفير المدرسي لعام 1989 وإصدارات 1993 بتغيير القيمة:
| # | تاريخ الإصدار | الوصف | الصورة | القيمة    | كمية الإصدار |
| - | ------------- | --- | ------ | --------- | ------------ |
| 5 | 15 شباط 1996  | طابع بخلفية صفراء تظهر في وسطها صورة أربعة من الأطفال وصور عملات نقدية عراقية وقاصة وصورة مدخنتي مصانع، الطابع في الأصل قيمته 250 فلسا، لكنه موشح بتغيير القيمة عام 1993 وكان 500 دينار، شطب التوشيح وأعيد التوشيح إلى "25 دينار" بلون أحمر.  |        | 25 دينارا |              |
| 6 | 15 شباط 1996  | طابع بخلفية صفراء تظهر في وسطها صورة أربعة من الأطفال وصور عملات نقدية عراقية وقاصة وصورة مدخنتي مصانع، الطابع في الأصل قيمته 250 فلسا، لكنه موشح بتغيير القيمة عام 1993 وكان 5000 دينار، شطب التوشيح وأعيد التوشيح إلى "25 دينار" بلون أحمر. |        | 25 دينارا |              |
| 7 | 15 شباط 1996  | طابع بخلفية صفراء تظهر في وسطها صورة أربعة من الأطفال وصور عملات نقدية عراقية وقاصة وصورة مدخنتي مصانع، الطابع في الأصل قيمته 250 فلسا، لكنه موشح بتغيير القيمة عام 1993 وكان 2500 دينار، شطب التوشيح وأعيد التوشيح إلى "50 دينار" بلون أحمر. |        | 50 دينارا |              |

### توشيح طوابع التوفير
وشحت طوابع لم تصدر سابقا بتغيير القيمة، هذه الطوابع تختص بموضوع التوفير:
| #  | تاريخ الإصدار | الوصف | الصورة | القيمة    | كمية الإصدار |
| -- | ------------- | --- | ------ | --------- | ------------ |
| 8  | 15 شباط 1996  | طابع ملون تظهر فيه صورة مجموعة من الأطفال وصورة قطعة نقدية وحصالة مع شريط أسفل بلون أخضر، مع عبارة "التوفير والإدخار طريق الازدهار"، قيمة الطابع الأصلية هي 10 فلوس لكنه وشح بقيمة "25 دينار"      |        | 25 دينارا |              |
| 9  | 15 شباط 1996  | طابع ملون تظهر فيه صورة مجموعة من الأطفال وصورة قطعة نقدية وحصالة مع شريط أسفل بلون أزرق، مع عبارة "التوفير والإدخار طريق الازدهار"، قيمة الطابع الأصلية هي 25 فلسا لكنه وشح بقيمة "25 دينار"      |        | 25 دينارا |              |
| 10 | 15 شباط 1996  | طابع ملون تظهر فيه صورة مجموعة من الأطفال وصورة قطعة نقدية وحصالة مع شريط أسفل بلون أخضر، مع عبارة "التوفير والإدخار طريق الازدهار"، قيمة الطابع الأصلية هي 10 فلوس لكنه وشح بقيمة "خمسون دينار"   |        | 50 دينارا |              |
| 11 | 15 شباط 1996  | طابع ملون تظهر فيه صورة مجموعة من الأطفال وصورة قطعة نقدية وحصالة مع شريط أسفل بلون بنفسجي، مع عبارة "التوفير والإدخار طريق الازدهار"، قيمة الطابع الأصلية هي 50 فلسا لكنه وشح بقيمة "خمسون دينار" |        | 50 دينارا |              |

### توشيح طوابع التوفير المدرسي (إصدار ثالث)
وشحت طابع من إصدارات التوفير المدرسي لعام 1989 وإصدارات 1993 بتغيير القيمة:
| #  | تاريخ الإصدار | الوصف | الصورة | القيمة    | كمية الإصدار |
| -- | ------------- | --- | ------ | --------- | ------------ |
| 12 | نيسان 1996    | طابع بخلفية صفراء تظهر في وسطها صورة أربعة من الأطفال وصور عملات نقدية عراقية وقاصة وصورة مدخنتي مصانع، الطابع في الأصل قيمته 250 فلسا، وشح بتعديل القيمة إلى "25 دينار" بلون أسود. |        | 25 دينارا |              |

### توشيح طابع الأزهار
وشح طابع من إصدارات الزهور لعام 1989 بتعديل القيمة:
| #  | تاريخ الإصدار | الوصف | الصورة | القيمة    | كمية الإصدار |
| -- | ------------- | --- | ------ | --------- | ------------ |
| 13 | 15 نيسان 1996 | طابع ملون يحمل صورة أزهار فم السمكة الشائع (Antirrhinum majus) بألوان متنوعة. قيمة الطابع الأصلية 50 فلسا، وشح بتعديل القيمة إلى 100 دينار |        | 100 دينار |              |

### توشيح طابع يوم الشهيد
وشح طابع من إصدارات يوم الشهيد لسنة 1984 بتعديل القيمة:
| #  | تاريخ الإصدار      | الوصف | الصورة | القيمة    | كمية الإصدار |
| -- | ------------------ | --- | ------ | --------- | ------------ |
| 14 | 1 كانون الأول 1996 | طابع خلفية بنية متدرجة اللون، تظهر في وسطها صورة مرأة تحمل سلاحا بيد وباليد الأخرى نوط الشجاعة ووراءها علم العراق وفي أعلى الطابع صورة طير، وفي الأسفل عبارة "1 كانون الأول - يوم الشهيد"، ويمتاز الطابع بأن الشريط الأسفل وإطار الطابع بلون أحمر. قيمة الطابع الأصلية 60 فلسا لكنه وشح بالقيمة الجديدة "مائة دينار". |        | 100 دينار |              |

### توشيح طابع عيد التحرير
وشح طابع ضمن إصدارات عيد التحرير لسنة 1990 بتعديل القيمة:
| #  | تاريخ الإصدار    | الوصف | الصورة | القيمة    | كمية الإصدار |
| -- | ---------------- | --- | ------ | --------- | ------------ |
| 15 | كانون الأول 1996 | طابع ملون يلغب في أعلاه اللون البنفسجي، تظهر فيه صورة مشعل يعلوه علم العراق مع كلمة "الفاو" وتاريخ "17-4-88 \ 1990" وعبارة "عيد التحرير". الطابع قيمته الأصلية 50 فلسا لكنه وشح تعديل القيمة إلى "100 دينار". |        | 100 دينار |              |

### توشيح إصدارات الزهور
في سنة 1983، أصدر كتيب طوابع يضم ستة من الطوابع تحمل صورة زهور، وكان سعر الكتيب كاملا 250 فلسا، وتظهر على إحدى أوجه الكتيب خريطة العراق، وفي وجه آخر معلومات عن العراق باللغة الإنجليزية، وفي وجه ثالث معلومات عن الإصدار باللغة العربية تضم العبارات التالية: "الجمهورية العراقية - وزارة النقل والمواصلات - المؤسسة العامة للبرق والبريد والهاتف - الهيئة العامة للبريد" مع شعار المؤسسة العامة للبرق والبريد والهاتف وصورة ملوية سامراء وأسد بابل ونخيل، في سنة 1996، وشحت الطوابع بتغيير قيمتها وكما يلي:
| # | تاريخ الإصدار       | الوصف | الصورة | القيمة    | كمية الإصدار |
| - | ------------------- | --- | ------ | --------- | ------------ |
| 4 | 16 كانون الأول 1996 | طابع ملون بإطار أزرق تظهر فيه صورة وردتي أقحوان تاجي أو الداودي. قيمة الطابع الأصلية 10 فلوس لكنه وشح بتعديل القيمة إلى "25 دينار".                            |        | 25 دينارا |              |
| 5 | 16 كانون الأول 1996 | طابع ملون بإطار أصفر تظهر فيها وردتين بلون أحمر ووردتين بلون بنفسجي من ورود رعي الحمام. قيمة الطابع الأصلية 20 فلسا لكنه وشح بتعديل القيمة إلى "مائة دينار".   |        | 100 دينار |              |
| 6 | 16 كانون الأول 1996 | طابع ملون بإطار أصفر تظهر فيه صورة وردتي أقحوان تاجي أو الداودي. قيمة الطابع الأصلية 30 فلسا لكنه وشح بتعديل القيمة إلى "25 دينار".                            |        | 25 دينارا |              |
| 7 | 16 كانون الأول 1996 | طابع ملون بإطار رمادي تظهر فيها وردتين بلون أحمر ووردتين بلون بنفسجي من ورود رعي الحمام. قيمة الطابع الأصلية 40 فلسا لكنه وشح بتعديل القيمة إلى "مائة دينار".  |        | 100 دينار |              |
| 8 | 16 كانون الأول 1996 | طابع ملون بإطار أخضر تظهر فيه صورة وردتي أقحوان تاجي أو الداودي. قيمة الطابع الأصلية 50 فلسا لكنه وشح بتعديل القيمة إلى "25 دينار".                            |        | 25 دينارا |              |
| 9 | 16 كانون الأول 1996 | طابع ملون بإطار بنفسجي تظهر فيها وردتين بلون أحمر ووردتين بلون بنفسجي من ورود رعي الحمام. قيمة الطابع الأصلية 100 فلس لكنه وشح بتعديل القيمة إلى "مائة دينار". |        | 100 دينار |              |

## إصدارات 1997
بلغ عدد إصدارات سنة 1997 ستة إصدارات وقد ضمت 9 طوابع.

### إصدار يوم العلم
وشح طابع من طوابع إعادة الإعمار لعام 1993 بتوشيح وبقيمة جديدة:
| # | تاريخ الإصدار        | الوصف | الصورة | القيمة     | كمية الإصدار |
| - | -------------------- | --- | ------ | ---------- | ------------ |
| 1 | 17 كانون الثاني 1997 | طابع ملون بخلفية حمراء توجد عليه عبارة "إعادة الإعمار" مع صورتين إحداهما لصحن استقبال فضائي دمرته الحرب والأخرى صورة صحن استقبال فضائي سليم. الطابع موشح بعبارة "يوم العلم"، كذلك قيمة الطابع الأصلية كانت "250 فلسا" لكنها عدلت إلى "250 دينار" |        | 250 دينارا |              |

### إصدارات شهداء ملحأ العامرية
أصدر طابعان لتخليد شهداء أم المعارك وشهداء ملجأ العامرية:
| # | تاريخ الإصدار | الوصف | الصورة | القيمة    | كمية الإصدار |
| - | ------------- | --- | ------ | --------- | ------------ |
| 2 | 13 شباط 1997  | طابع بالألوان الأسود والأخضر والأحمر يصور صاروخا يخترق جدارا، في أعلاه عبارة "ذكرى شهداء أم المعارك 1997"، وفي الأسفل قيمة الطابع وفوقها عبارة "13 شباط ذكرى شهداء ملجأ العامرية".                                                             |        | 25 دينارا |              |
| 3 | 13 شباط 1997  | طابع بالألوان الأرزق والأخضر والأحمر يصور صاروخا يخترق جدارا، في أعلاه عبارة "ذكرى شهداء أم المعارك 1997"، وفي الأسفل قيمة الطابع وفوقها عبارة "13 شباط ذكرى شهداء ملجأ العامرية". ما يميز هذا الطابع بأن الجزء السفلي من الطابع بخلفية بيضاء. |        | 100 دينار |              |
| - | 13 شباط 1997  | طابع بالألوان الأرزق والأخضر والأحمر يصور صاروخا يخترق جدارا، في أعلاه عبارة "ذكرى شهداء أم المعارك 1997"، وفي الأسفل قيمة الطابع وفوقها عبارة "13 شباط ذكرى شهداء ملجأ العامرية". ما يميز هذا الطابع بأن الجزء السفلي من الطابع بخلفية خضراء. |        | 100 دينار |              |

### إصدار ذكرى تأسيس حزب البعث
وشح طابع من طوابع إصدارات مجلس التعاون العربي لعام 1990 بتوشيح لمناسبة اليوبيل الذهبي لتأسيس حزب البعث.
| # | تاريخ الإصدار | الوصف | الصورة | القيمة    | كمية الإصدار |
| - | ------------- | --- | ------ | --------- | ------------ |
| 4 | 7 نيسان 1997  | طابع بخلفية برتقالية تظهر فيه خريطة الوطن العربي داخل دائرة مع أعلام الدول الأربعة الأعضاء في مجلس التعاون العربي وهي العراق والأردن ومصر واليمن، مع عبارة "الذكرى الأولى لانبثاق مجلس التعاون العربي 16 شباط 1989-1990". كانت قيمة الطابع "100 فلس" لكنه وشح بالقيمة الجديدة "25 دينار" مع توشيح بعبارة "اليوبيل الذهبي لميلاد الحزب القائد 1997". |        | 25 دينارا |              |

### إصدار يوم البريد
وشحت طابع أصدر عام 1989 ضمن إصدارات لوحة المرأة التي تظهر عليه لوحة الفنان نزار سليم، حيث تظهر فيها صورة رجل يرتقي النخلة ويجني التمر بينما تحمل مرأتان التمر واحدة فوق رأسها والأخرى بين يديها.
| # | تاريخ الإصدار | الوصف | الصورة | القيمة    | كمية الإصدار |
| - | ------------- | --- | ------ | --------- | ------------ |
| 5 | 22 نيسان 1997 | طابع بإطار بنفسجي تتوسطه لوحة الفنان نزار سليم، في الأصل قيمته 150 فلسا لكنه وشح بالقيمة الجديدة "25 دينار"، مع عبارة "يوم البريد 22 \ 4 \ 1997". |        | 25 دينارا |              |

### إصدارات يوم الزحف الكبير
أصدر طابعان لمناسبة الذكرى الثانية ليوم الزحف الكبير أو الاستفتاء الرئاسي العراقي لعام 1995:
| # | تاريخ الإصدار  | الوصف | الصورة | القيمة    | كمية الإصدار |
| - | -------------- | --- | ------ | --------- | ------------ |
| 6 | 15 حزيران 1997 | طابع ملون تظهر في أعلاه صورة صدام حسين مع صور قلوب مكتوب عليها "نعم" واسم "صدام حسين" وعبارة "يوم الزحف الكبير"، ويتميز الطابع بنصوص مكتوبة بلون أحمر. |        | 25 دينارا |              |
| 7 | 15 حزيران 1997 | طابع ملون تظهر في أعلاه صورة صدام حسين مع صور قلوب مكتوب عليها "نعم" واسم "صدام حسين" وعبارة "يوم الزحف الكبير"، ويتميز الطابع بنصوص مكتوبة بلون أسود. |        | 100 دينار |              |

### إصدار بطاقة تذكارية
أصدرت بطاقة تذكارية لمناسبة يوم الزحف الكبير:
| # | تاريخ الإصدار | الوصف | الصورة | القيمة     | كمية الإصدار |
| - | ------------- | --- | ------ | ---------- | ------------ |
|   | 17 تموز 1997  | بطاقة بخلفية صفراء تظهر فيها خريطة الوطن العربي بلون أخضر وخريطة العراق بلون أصفر مكتوب عليها "نعم" وفي اليسار صورة صدام حسين وفي الأسفل عبارة "يوم الزحف الكبير". |        | 250 دينارا |              |

### إصدارات مشروع نهر وفاء القائد
أصدر طابعان تحتفي بمشروع نهر وفاء القائد (قناة أو نهر البدعة حاليا)، وهي هي قناة طولها 246 كم معظمها مبطن بالكونكريت أفتتحت عام 1997. تضم محطات ضخ عملاقة وسايفونات في نقاط التقاطع مع مشاريع أروائية أخرى. نقلت الماء العذب من منطقة البدعة في محافظة ذي قار إلى أحواض التخزين قرب مطار البصرة الدولي.
| # | تاريخ الإصدار        | الوصف | الصورة | القيمة    | كمية الإصدار |
| - | -------------------- | --- | ------ | --------- | ------------ |
| 8 | 15 تشرين الثاني 1997 | طابع ملون تظهر في أعلاه صورة صدام حسين مع صورة يدين ينهمر منهما الماء وإلى جانبي الماء سنابل يمينا ونخيل يسارا، وفي الأسفل عبارة "نهر وفاء القائد". |        | 25 دينارا |              |
| 9 | 15 تشرين الثاني 1997 | طابع ملون تظهر في أعلاه صورة صدام حسين مع صورة يدين ينهمر منهما الماء وإلى جانبي الماء سنابل يمينا ونخيل يسارا، وفي الأسفل عبارة "نهر وفاء القائد". |        | 100 دينار |              |

كما أصدرت بطاقتان تذكاريتان:
| # | تاريخ الإصدار        | الوصف | الصورة | القيمة     | كمية الإصدار |
| - | -------------------- | --- | ------ | ---------- | ------------ |
| 8 | 15 تشرين الثاني 1997 | بطاقة ملونه تظهر في أعلاها صورة صدام حسين مع صورة يدين ينهمر منهما الماء وإلى جانبي الماء سنابل يمينا ونخيل يسارا، وفي الأسفل عبارة "نهر وفاء القائد".           |        | 250 دينارا |              |
| 9 | 15 تشرين الثاني 1997 | طابع ملون تظهر في أعلاه صورة صدام حسين مع أنبوب يتدفق منه الماء وأسفله يدين وإلى جانبي اليدين سنابل يمينا وزهور يسارا، وفي يمين الأنبوب عبارة "نهر وفاء القائد". |        | 250 دينارا |              |

## إصدارات 1998
بلغ عدد إصدارات سنة 1998 خمسة إصدارات وقد ضمت 12 طابعا وسبعة بطاقات.

### إصدارات صلاح الدين الأيوبي
أصدر طابعان وبطاقة تذكارية تخلد القائد صلاح الدين الأيوبي:
| # | تاريخ الإصدار | الوصف | الصورة | القيمة    | كمية الإصدار |
| - | ------------- | --- | ------ | --------- | ------------ |
| 1 | 28 شباط 1998  | طابع ملون تظهر صورة صدام حسين مع صورة تخيلية لصلاح الدين الأيوبي وعلم العراق وقبة الصخرة، مع عبارة "ذكرى القائد صلاح الدين الأيوبي 1138 - 1193" وعبارة "من الناصر صلاح الدين إلى المنصور بالله صدام حسين القدس تبقى عربية"، ويتميز الطابع بأن النصوص مكتوبة بخط أسود.             |        | 25 دينارا |              |
| 2 | 28 شباط 1998  | طابع ملون تظهر صورة صدام حسين مع صورة تخيلية لصلاح الدين الأيوبي وعلم العراق وقبة الصخرة، مع عبارة "ذكرى القائد صلاح الدين الأيوبي 1138 - 1193" وعبارة "من الناصر صلاح الدين إلى المنصور بالله صدام حسين القدس تبقى عربية"، ويتميز الطابع بأن القيمة وبعض النصوص مكتوبة بخط أحمر. |        | 100 دينار |              |

أما البطاقة التذكارية:
| # | تاريخ الإصدار | الوصف | الصورة | القيمة     | كمية الإصدار |
| - | ------------- | --- | ------ | ---------- | ------------ |
| - | 28 شباط 1998  | بطاقة تذكارية تظهر فيها صورة صدام حسين مع صورة تخيلية لصلاح الدين الأيوبي وعلم العراق وقبة الصخرة، مع عبارة "ذكرى القائد صلاح الدين الأيوبي 1138 - 1193" وعبارة "من الناصر صلاح الدين إلى المنصور بالله صدام حسين القدس تبقى عربية". |        | 250 دينارا |              |

### بطاقات الزهور التذكارية
أصدرت بطاقتان تذكاريتان تحمل صور زهور:
| # | تاريخ الإصدار | الوصف                                                         | الصورة | القيمة     | كمية الإصدار |
| - | ------------- | ------------------------------------------------------------- | ------ | ---------- | ------------ |
| - | 21 آذار 1998  | طابع ملون تظهر فيه صورة زهور الزينية مع تاريخ "21 آذار 1998". |        | 250 دينارا |              |
| - | 21 آذار 1998  | طابع ملون تظهر فيه صورة زهور السوسن مع تاريخ "21 آذار 1998".  |        | 250 دينارا |              |

### إصدارت بطاقات كأس العالم
أصدرت بطاقتان تذكاريتان لمناسبة بطولة كأس العالم لكرة القدم في فرنسا عام 1998:
| # | تاريخ الإصدار | الوصف | الصورة | القيمة     | كمية الإصدار |
| - | ------------- | --- | ------ | ---------- | ------------ |
| - | 9 حزيران 1998 | بطاقة تذكارية تظهر فيها صورة خمسة من لاعبي كرة القدم أحدهم حارس مرمى يقفز ويمسك بالكرة مع شعار بطولة كأس العالم وعبارة "بطولة كأس العالم فرنسا 1998". |        | 250 دينارا |              |
| - | 9 حزيران 1998 | بطاقة تذكارية تظهر فيها صورة لاعبي كرة القدم يتنازعان على الكرة مع شعار بطولة كأس العالم وعبارة "بطولة كأس العالم فرنسا 1998" وفي الخلفية كرة قدم.    |        | 250 دينارا |              |

### إصدار مؤتمر قادة الشرطة والأمن العرب
أصدرت بطاقة تذكارية لمناسبة ذكرى مرور 25 عاما على انعقاد أول مؤتمر قادة الشرطة والأمن العرب في مدينة العين الإماراتية:
| # | تاريخ الإصدار | الوصف | الصورة | القيمة     | كمية الإصدار |
| - | ------------- | --- | ------ | ---------- | ------------ |
| - | 12 تموز 1998  | بطاقة تذكارية يظهر فيها شعار المؤتمر ويلعوه علمين للعراق مع رقمي سنتي "1972" و"1998" وعبارة "بمناسبة مرور 25 عاما على انعقاد أول مؤتمر لقادة الشرطة والأمن العرب". |        | 250 دينارا |              |

### أصدارات الزهور
أصدرت 4 طوابع تحمل صور زهور:
| # | تاريخ الإصدار | الوصف                                                                             | الصورة | القيمة     | كمية الإصدار |
| - | ------------- | --------------------------------------------------------------------------------- | ------ | ---------- | ------------ |
| 3 | 10 أيلول 1998 | طابع ملون بإطار برتقالي، تظهر عليه صورة أزهار البابونج (Chamomilla recutita).     |        | 25 دينارا  |              |
| 4 | 10 أيلول 1998 | طابع ملون بإطار بني، تظهر عليه صورة أزهار نبات زهرة الشمس (Helianthus annuus).    |        | 50 دينارا  |              |
| 5 | 10 أيلول 1998 | طابع ملون بإطار أخضر، تظهر عليه صورة أزهار الكعوب أو لسان منحني (Carduus nutans). |        | 1000 دينار |              |
| 6 | 30 أيلول 1998 | طابع ملون بإطار بني، تظهر عليه صورة أزهار البابونج (Chamomilla recutita).         |        | 25 دينارا  |              |

### إصدارت يوم الضاد
أصدر طابعان بمناسبة يوم الضاد:
| # | تاريخ الإصدار       | الوصف | الصورة | القيمة    | كمية الإصدار |
| - | ------------------- | --- | ------ | --------- | ------------ |
| 7 | 25 تشرين الأول 1998 | طابع ملون تظهر صورة صدام حسين مع خريطة الوطن العربية محاطة بعبارة "لغة الضاد" مكررة وفي الأسفل عبارة "لغة الضاد تجمعنا" وتاريخ "25 \ 10 \ 1998". |        | 25 دينارا |              |
| 8 | 25 تشرين الأول 1998 | طابع ملون جزؤه الأسفل لون أخضر تظهر فيه خريطة الوطن العربي بلون برتقالي بينما خريطة العراق بلون أصفر ينبثق منه حرف الضاد، أما الجزء ألأعلى فخلفيته بيضاء وفيها حرف الضاد مكرر في صفين، الصف الأيسر مكوس/ وكل صف فيه أربعة حروف "ض" وفي الأعلى عبارة "يوم الضاد وتاريخ "25 \ 10 \ 98". |        | 100 دينار |              |

### إصدارت يوم الشهيد (1998)
أصدر طابعان وبطاقة تذكارية لمناسبة يوم الشهيد:
| #  | تاريخ الإصدار      | الوصف | الصورة | القيمة    | كمية الإصدار |
| -- | ------------------ | --- | ------ | --------- | ------------ |
| 9  | 1 كانون الأول 1998 | طابع ملون يظهر فيه تخطيط لقبة ومئذنة مع عبارة "الشهداء أكرم منا جميعا" بخط الثلث مع صورة حمامة تحمل غصن زيتون وعبارة "يوم الشهيد 1 كانون الأول 1998". |        | 25 دينارا |              |
| 10 | 1 كانون الأول 1998 | طابع ملون يظهر فيه علمي العراق وفلسطين مع عبارة "الشهداء أكرم منا جميعا" مرتين أحدهما بالخط الديواني، مع عبارة "يوم الشهيد 1 كانون الأول 1998".       |        | 100 دينار |              |

أما البطاقة التذكارية:
| # | تاريخ الإصدار      | الوصف | الصورة | القيمة     | كمية الإصدار |
| - | ------------------ | --- | ------ | ---------- | ------------ |
| - | 1 كانون الأول 1998 | بطاقة تذكارية تظهر فيها علم العراق في عرض البطاقة وكذلك يتكرر رسم علم العراق مرتين أخريين أحدهما يلتف يمين البطاقة والأخرى يلتف يسارا حول يد ونصب الشهيد مع عبارة "الشهداء أكرم منا جميعا" أسفل البطاقة، وعبارة "يوم الشهيد 1 كانون الأول 1998" أسفل العلم. |        | 250 دينارا |              |

### إصدارت الفراشات
أصدر طابعان تظهر صور فراشات:
| #  | تاريخ الإصدار | الوصف                                                                                         | الصورة | القيمة     | كمية الإصدار |
| -- | ------------- | --------------------------------------------------------------------------------------------- | ------ | ---------- | ------------ |
| 11 | 28 شباط 1998  | طابع ملون تظهر فيه صورة فراشة أبو دقيق البرسيم (Precis orithya).                              |        | 100 دينار  |              |
| 12 | 28 شباط 1998  | طابع ملون تظهر فيه صورة فراشة Anthocharis euphenoides [الإنجليزية] (Anthocharis euphenoides). |        | 150 دينارا |              |

## إصدارات 1999
بلغ عدد إصدارات سنة 1999 ثمانية إصدارات وقد ضمت 22 طابعا وخمسة بطاقات تذكارية.

### إصدارات بوابة عشتار وزقورة أور
أصدر طابعان وبطاقة تذكارية لمناسبة انعقاد المؤتمر الدولي حول برج بابل وثورة بورسيبا والذي نظمته اللجنة الوطنية العراقية للتربية والثقافة والعلوم في بغداد خلال الفترة من 15 إلى 20 أيلول 1998.

لوحة برج بابل للرسام بيتر بروخل الأكبر

| # | تاريخ الإصدار | الوصف | الصورة | القيمة    | كمية الإصدار |
| - | ------------- | --- | ------ | --------- | ------------ |
| 1 | 1 شباط 1999   | طابع ملون تظهر عليه صورة بوابة عشتار وزقورة أور مع عبارة "المؤتمر الدولي حول برج بابل وثورة بورسيبا".                                |        | 25 دينارا |              |
| 2 | 1 شباط 1999   | طابع ملون تظهر في خلفيته لوحة كتابة مسمارية، وعليه صورة بوابة عشتار وزقورة أور مع عبارة "المؤتمر الدولي حول برج بابل وثورة بورسيبا". |        | 50 دينارا |              |

أما البطاقة التذكارية:
| # | تاريخ الإصدار | الوصف | الصورة | القيمة     | كمية الإصدار |
| - | ------------- | --- | ------ | ---------- | ------------ |
| - | 1 شباط 1999   | بطاقة تذكارية تظهر فيها صورة برج بابل كما رسمها الرسام بيتر بروخل الأكبر وصورة زقورة مع عبارة "اللجنة الوطنية العراقية للتربية والثقافة والعلوم" وعبارة "المؤتمر الدولي حول برج بابل وثورة بورسيبا 20 \ 9\ 1988". |        | 250 دينارا |              |

### إصدارات سد العظيم
أصدر طابعان وبطاقة تذكارية احتفاء بسد العظيم الذي افتتح سنة 1999:
| # | تاريخ الإصدار | الوصف | الصورة | القيمة    | كمية الإصدار |
| - | ------------- | --- | ------ | --------- | ------------ |
| 3 | 28 نيسان 1999 | طابع فيه رسم يعبر عن سد العظيم مع صورة نخل وبرج كهرباء وعبارة "السد العظيم 1999".                                        |        | 25 دينارا |              |
| 4 | 28 نيسان 1999 | طابع فيه رسم يعبر عن سد العظيم مع صورة صدام حسين وسنبلة وفواكه وورد وبرج كهرباء وسمك في الماء وعبارة "السد العظيم 1999". |        | 100 دينار |              |

أما البطاقة التذكارية:
| # | تاريخ الإصدار | الوصف | الصورة | القيمة     | كمية الإصدار |
| - | ------------- | --- | ------ | ---------- | ------------ |
| - | 28 نيسان 1999 | بطاقة تذكارية فيها رسم يعبر عن سد العظيم مع صورة صدام حسين وسنبلة وفواكه وورد وبرج كهرباء وسمك في الماء وعبارة "السد العظيم 1999". |        | 250 دينارا |              |

### إصدارات ميلاد صدام حسين
| #  | تاريخ الإصدار | الوصف                                                                                             | الصورة | القيمة     | كمية الإصدار |
| -- | ------------- | ------------------------------------------------------------------------------------------------- | ------ | ---------- | ------------ |
| 5  | 28 نيسان 1999 | طابع بإطار أخضر مع صورة الرئيس صدام حسين وعبارة "ذكرى ميلاد السيد الرئيس القائد صدام حسين".       |        | 25 دينارا  |              |
| 6  | 28 نيسان 1999 | طابع بإطار وردي مع صورة الرئيس صدام حسين وعبارة "ذكرى ميلاد السيد الرئيس القائد صدام حسين".       |        | 50 دينارا  |              |
| 7  | 28 نيسان 1999 | طابع بإطار تركوازي مع صورة الرئيس صدام حسين وعبارة "ذكرى ميلاد السيد الرئيس القائد صدام حسين".    |        | 150 دينارا |              |
| 8  | 28 نيسان 1999 | طابع بإطار بنفسجي مع صورة الرئيس صدام حسين وعبارة "ذكرى ميلاد السيد الرئيس القائد صدام حسين".     |        | 500 دينار  |              |
| 9  | 28 نيسان 1999 | طابع بإطار أصفر بنقوش مع صورة الرئيس صدام حسين وعبارة "ذكرى ميلاد السيد الرئيس القائد صدام حسين". |        | 1000 دينار |              |
| 10 | 28 نيسان 1999 | طابع بإطار أزرق بنقوش مع صورة الرئيس صدام حسين وعبارة "ذكرى ميلاد السيد الرئيس القائد صدام حسين". |        | 5000 دينار |              |

### إصدارات مدينة صدامية الثرثار
أصدر طابعان وبطاقة تذكارية بمناسبة افتتاح مدينة صدامية الثرثار، وهي مدينة سياحية افتتحت سنة 1999، وأتبعت لمحافظة صلاح الدين، لكنها دمرت واندثرت بعد احتلال العراق:
| #  | تاريخ الإصدار | الوصف | الصورة | القيمة    | كمية الإصدار |
| -- | ------------- | --- | ------ | --------- | ------------ |
| 11 | 28 نيسان 1999 | طابع ملون فيه صورة صدام حسين مكتوب تحتها "في القلب أنت يا صدام" وشعار مدينة صدامية الثرثار وصور حمائم وفي أعلى الطابع عبارة "مدينة الصدامية في الثرثار". |        | 25 دينارا |              |
| 12 | 28 نيسان 1999 | طابع تظهر فيه صورة صدام حسين ومسجد في مدينة صدامية الثرثار، مع عبارة "مدينة الصدامية في الثرثار".                                                        |        | 100 دينار |              |

أما البطاقة التذكارية:
| # | تاريخ الإصدار | الوصف | الصورة | القيمة     | كمية الإصدار |
| - | ------------- | --- | ------ | ---------- | ------------ |
| - | 28 نيسان 1999 | بطاقة تذكارية فيها صورة صدام حسين محاطة بالورود وصورة مسجد صدامية الثرثار وشعار المدينة مع عبارة "مدينة الصدامية في الثرثار 1999". |        | 250 دينارا |              |

### إصدارات كأس العالم
أصدر طابعان لمناسبة بطولة كأس العالم لكرة القدم في فرنسا عام 1998:
| #  | تاريخ الإصدار | الوصف | الصورة | القيمة    | كمية الإصدار |
| -- | ------------- | --- | ------ | --------- | ------------ |
| 13 | 14 تموز 1999  | بطاقة تذكارية تظهر فيها صورة لاعبي كرة القدم يتنازعان على الكرة مع شعار بطولة كأس العالم وعبارة "بطولة كأس العالم فرنسا 1998" وفي الخلفية كرة قدم.    |        | 25 دينارا |              |
| 14 | 14 تموز 1999  | بطاقة تذكارية تظهر فيها صورة خمسة من لاعبي كرة القدم أحدهم حارس مرمى يقفز ويمسك بالكرة مع شعار بطولة كأس العالم وعبارة "بطولة كأس العالم فرنسا 1998". |        | 100 دينار |              |

### إصدارات النحل
أصدر طابعان يصوران نحل العسل:
| #  | تاريخ الإصدار | الوصف | الصورة | القيمة    | كمية الإصدار |
| -- | ------------- | --- | ------ | --------- | ------------ |
| 15 | 17 تموز 1999  | طابع ملون بألوان باهتة تظهر فيه صورة ثلاث نحلات مع خلية النحل وورود، مع عبارة "نحل العسل" وفي أعلى الطابع الأية: بسم الله الرحمن الرحيم يخرج من بطونها شراب مختلف ألوانه فيه شفاء للناس صدق الله العظيم |        | 25 دينارا |              |
| 16 | 17 تموز 1999  | طابع ملون بألوان واضحة تظهر فيه صورة ثلاث نحلات مع خلية النحل وورود، مع عبارة "نحل العسل" وفي أعلى الطابع الأية: بسم الله الرحمن الرحيم يخرج من بطونها شراب مختلف ألوانه فيه شفاء للناس صدق الله العظيم |        | 50 دينارا |              |

### إصدارات يوم القدس
أصدرت أربعة طوابع وبطاقة تذكارية بمناسبة يوم القدس،
| #  | تاريخ الإصدار      | الوصف | الصورة | القيمة     | كمية الإصدار |
| -- | ------------------ | --- | ------ | ---------- | ------------ |
| 17 | 1 تشرين الأول 1999 | طابع ملون تظهر فيه خريطة فلطسين بلون أخضر مكتوب عليها "القدس"، وقبة الصخرة وغصن زيتون.                                                           |        | 25 دينارا  |              |
| 18 | 1 تشرين الأول 1999 | طابع بإطار أزرق تظهر فيه صورة قبة الصخرة وخريطة فلسطين بلون برتقالي مكتوب عليها "القدس" مع عبارة "ستبقى القدس عربية" وتاريخ "1999".              |        | 50 دينارا  |              |
| 19 | 1 تشرين الأول 1999 | طابع تظهر فيه صورة قبة الصخرة مع راية خضراء مكتوب عليها "الله أكبر" وصورة رماح وسيف ودرع وفصن زيتون مع عبارة "تحرير القدس 12 - 1- 1187".         |        | 100 دينار  |              |
| 20 | 1 تشرين الأول 1999 | طابع ملون فيه صورة قبة الصخرة وعلم العراق وصورة صدام حسين جالسا يدعو مع عبارة "ذكرى تحرير القدس على يد القائد العربي الكبير صلاح الدين الأيوبي". |        | 150 دينارا |              |

أما البطاقة التذكارية:
| # | تاريخ الإصدار      | الوصف | الصورة | القيمة     | كمية الإصدار |
| - | ------------------ | --- | ------ | ---------- | ------------ |
| - | 1 تشرين الأول 1999 | بطاقة تذكارية ملونة فيها صورة قبة الصخرة وعلم العراق وصورة صدام حسين جالسا يدعو مع عبارة "ذكرى تحرير القدس على يد القائد العربي الكبير صلاح الدين الأيوبي". |        | 250 دينارا |              |

### إصدارات يوم الفتح
أصدر طابعان وبطاقة تذكارية احتفاء بيوم الفتح:
| #  | تاريخ الإصدار       | الوصف                                                                        | الصورة | القيمة    | كمية الإصدار |
| -- | ------------------- | ---------------------------------------------------------------------------- | ------ | --------- | ------------ |
| 21 | 17 كانون الأول 1999 | طابع ملون فيه صورة صدام حسين وعلم العراق ورأس صقر مع عبارة "يوم الفتح 1999". |        | 25 دينارا |              |
| 22 | 17 كانون الأول 1999 | طابع ملون فيه صورة صدام حسين وورود ومواطنين يحتفلون مع عبارة "يوم الفتح".    |        | 50 دينارا |              |

أما البطاقة التذكارية:
| # | تاريخ الإصدار       | الوصف                                                                                   | الصورة | القيمة     | كمية الإصدار |
| - | ------------------- | --------------------------------------------------------------------------------------- | ------ | ---------- | ------------ |
| - | 17 كانون الأول 1999 | بطاقة تذكارية ملونة فيها صورة صدام حسين وعلم العراق ورأس صقر مع عبارة "يوم الفتح 1999". |        | 250 دينارا |              |

## إصدارات 2000
بلغ عدد إصدارات سنة 2000 سبعة إصدارات وقد ضمت 18 طابعا.

### إصدارات ذكرى ميلاد الرئيس صدام حسين
أصدر طابعان في ذكرى ميلاد الرئيس صدام حسين:
| # | تاريخ الإصدار | الوصف | الصورة | القيمة    | كمية الإصدار |
| - | ------------- | --- | ------ | --------- | ------------ |
| 1 | 28 نيسان 2000 | طابع بإطار أخضر تظهر فيه صورة صدام حسين وورود مع عبارة "ميلاد السيد الرئيس القائد صدام حسين" مه رقم "2000". |        | 25 دينارا |              |
| 2 | 28 نيسان 2000 | طابع بخلفية زرقاء وصفراء تظهر فيها صورة صدام حسين مع عبارة "28 نيسان ميلاد الخير والعطاء".                  |        | 50 دينارا |              |

أما البطاقة التذكارية:
| # | تاريخ الإصدار | الوصف | الصورة | القيمة     | كمية الإصدار |
| - | ------------- | --- | ------ | ---------- | ------------ |
| - | 28 نيسان 2000 | بطاقة تذكارية ملونة فيها صورة صدام حسين مع عبارة "ميلاد القائد" وكلمة "نهنئة" ونجوم العلم العراقي الثلاثة بجانب عبارة "الله أكبر" وتاريخ "28 نيسان 2000". |        | 250 دينارا |              |

### إصدارات أعياد تموز
أصدرت خمسة طوابع تحمل صورا لأجزاء من نصب الحرية في ساحة التحرير في بغداد للنحات جواد سليم، وهذه الطوابع متصلة تشكل صورة كاملة للجدارية:
| # | تاريخ الإصدار | الوصف                                                                | الصورة | القيمة    | كمية الإصدار |
| - | ------------- | -------------------------------------------------------------------- | ------ | --------- | ------------ |
| 3 | 17 تموز 2000  | طابع تظهر فيه صورة جزء من نصب الحرية في بغداد مع عبارة "أعياد تموز". |        | 25 دينارا |              |
| 4 | 17 تموز 2000  | طابع تظهر فيه صورة جزء من نصب الحرية في بغداد مع عبارة "أعياد تموز". |        | 25 دينارا |              |
| 5 | 17 تموز 2000  | طابع تظهر فيه صورة جزء من نصب الحرية في بغداد مع عبارة "أعياد تموز". |        | 25 دينارا |              |
| 6 | 17 تموز 2000  | طابع تظهر فيه صورة جزء من نصب الحرية في بغداد مع عبارة "أعياد تموز". |        | 25 دينارا |              |
| 7 | 17 تموز 2000  | طابع تظهر فيه صورة جزء من نصب الحرية في بغداد مع عبارة "أعياد تموز". |        | 25 دينارا |              |

### إصدارات يوم النصر (2000)
أصدر طابعان وبطاقة تذكارية بمناسبة يوم النصر:
| # | تاريخ الإصدار | الوصف | الصورة | القيمة    | كمية الإصدار |
| - | ------------- | --- | ------ | --------- | ------------ |
| 8 | 8 آب 2000     | طابع بإطار أخضر فيه عبارة "يوم النصر" وتاريخ "8-8-2000" وفي الوسط صورة صدام حسين.                             |        | 25 دينارا |              |
| 9 | 8 آب 2000     | طابع بإطار أزرق في أسفله عبارة يوم النصر، وفي الوسط صورة صدام حسين وتحتها أياد تحمل بنادق وأزهار وعلم العراق. |        | 50 دينارا |              |

أما البطاقة التذكارية:
| # | تاريخ الإصدار | الوصف                                                                                       | الصورة | القيمة     | كمية الإصدار |
| - | ------------- | ------------------------------------------------------------------------------------------- | ------ | ---------- | ------------ |
| - | 8 آب 2000     | بطاقة تذكارية بإطار أخضر فيها عبارة "يوم النصر" وتاريخ "8-8-2000" وفي الوسط صورة صدام حسين. |        | 250 دينارا |              |

### إصدارات الطيور
أصدرت ثلاثة طوابع وبطاقة تذكارية تحمل صور طيور:
| #  | تاريخ الإصدار | الوصف                                                                                  | الصورة | القيمة     | كمية الإصدار |
| -- | ------------- | -------------------------------------------------------------------------------------- | ------ | ---------- | ------------ |
| 10 | 21 آب 2000    | طابع ملون فيه صورة ثلاثة طيور من طائر الخضيري (Anas platyrhynchos).                    |        | 25 دينارا  |              |
| 11 | 21 آب 2000    | طابع ملون فيه صورة اثنان من طيور العصفور الدوري (Passer domesticus).                   |        | 50 دينارا  |              |
| 12 | 21 آب 2000    | طابع ملون فيه صورة اثنان من طيور دجاجة الماء الأرجوانية (برهان) (Porphyrio porphyrio). |        | 150 دينارا |              |

أما البطاقة التذكارية:
| # | تاريخ الإصدار | الوصف                                                                                   | الصورة | القيمة     | كمية الإصدار |
| - | ------------- | --------------------------------------------------------------------------------------- | ------ | ---------- | ------------ |
| - | 21 آب 2000    | بطاقة تذكارية ملونة تحمل صورة طائري حسون ذهبي (Carduelis carduelis) يقفان على غصن مزهر. |        | 250 دينارا |              |

### إصدارات المولد النبوي
أصدر طابعان لمناسبة المولد النبوي الشريف:
| #  | تاريخ الإصدار | الوصف | الصورة | القيمة    | كمية الإصدار |
| -- | ------------- | --- | ------ | --------- | ------------ |
| 13 | 13 أيلول 2000 | طابع بخلفية خضراء مع نقش إسلامي في وسطه الآية "وإنك لعلى خلق عظيم" بخط الثلث، مع عبارة "ذكرى المولد النبوي الشريف 12 ربيع الأول 1421هـ".                             |        | 25 دينارا |              |
| 14 | 13 أيلول 2000 | طابع بخلفية خضراء مع نقش ذي خلفية بنفسجية مكون من اسم "محمد" مكررا ثمان مرات وفي الوسط عبارة "رسول الله"، مع عبارة "ذكرى المولد النبوي الشريف 12 ربيع الأول 1421هـ". |        | 50 دينارا |              |

### إصدارات ذكرى يوم الزحف الكبير
أصدر طابعان وبطاقة تذكارية بمناسبة الذكرى الخامسة ليوم الزحف الكبير أو الاستفتاء الرئاسي العراقي لعام 1995:
| #  | تاريخ الإصدار       | الوصف | الصورة | القيمة    | كمية الإصدار |
| -- | ------------------- | --- | ------ | --------- | ------------ |
| 15 | 15 تشرين الأول 2000 | طابع ملون في صورة صدام حسين وبجانبه علم العراق مع صورة أياد تحمل أوراقا مكتوب عليها "نعم نعم للقائد صدام حسين" وعبارة "يوم الزحف الكبير 15 \ 10 \ 2000". |        | 25 دينارا |              |
| 16 | 15 تشرين الأول 2000 | طابع ملون في صورة صدام حسين وتحته علم العراق مع عبارة "يوم الزحف الكبير" وعبارة "نعم نعم للقائد صدام حسين" وعبارة "يوم الزحف الكبير 15 \ 10 \ 2000".     |        | 50 دينارا |              |

أما البطاقة التذكارية:
| # | تاريخ الإصدار       | الوصف | الصورة | القيمة     | كمية الإصدار |
| - | ------------------- | --- | ------ | ---------- | ------------ |
| - | 15 تشرين الأول 2000 | بطاقة تذكارية ملونة فيها صورة جمع من المواطنين مع صورة صدام حسين وبجانبه علم العراق مع عبارة "يوم الزحف الكبير" وعبارة "نعم نعم للقائد صدام حسين" وعبارة "يوم الزحف الكبير 15 \ 10 \ 2000". |        | 250 دينارا |              |

### إصدارات بيت الحكمة
أصدر طابعان احتفاء بالذكارى 1200 لتأسيس بيت الحكمة:
| #  | تاريخ الإصدار        | الوصف | الصورة | القيمة    | كمية الإصدار |
| -- | -------------------- | --- | ------ | --------- | ------------ |
| 17 | 23 تشرين الثاني 2000 | طابع بإطار بني ووسطه شعار، وفي أعلاه الآية "يؤت الحكمة من يشاء ومن يؤت الحكمة فقد أوتي خيرا كثيرا" مع عبارة حول مناسبة الإصدار.     |        | 50 دينارا |              |
| 18 | 23 تشرين الثاني 2000 | طابع بإطار برتقالي ووسطه شعار، وفي أعلاه الآية "يؤت الحكمة من يشاء ومن يؤت الحكمة فقد أوتي خيرا كثيرا" مع عبارة حول مناسبة الإصدار. |        | 100 دينار |              |